# Chapada de Areia
Chapada de Areia este un oraș în Tocantins (TO), Brazilia.